# Plescop
Plescop en francés y oficialmente, Pleskob en bretón,  es una localidad y comuna francesa en la región administrativa de Bretaña, en el departamento de Morbihan. 
Sus habitantes reciben el gentilicio en idioma francés de Plescopais(es).

## Demografía
| 1007 | 1030 | 1089 | 1209 | 1857 | 2678 | 2966 | 3671 |
| Para los censos de 1962 a 1999 la población legal corresponde a la población sin duplicidades (Fuente: INSEE [Consultar]) |      |      |      |      |      |      |      |